# 삼척시립박물관
삼척시립박물관은 강원특별자치도 삼척시 소재 시립 박물관이다. 삼척을 비롯한 강원도 남부 지역의 문화유적, 민속문화 자료를 전시하는 박물관이며, 2000년 3월 29일에 개관하였다.

## 연혁
- 2000년 3월 29일 개관.